# Viaggio italiano
Viaggio italiano − trzeci album włoskiego śpiewaka Andrei Bocellego.
Na płycie znalazły się sławne arie operowe oraz tradycyjne pieśni neapolitańskie. Najpierw krążek ukazał się tylko we Włoszech, gdzie sprzedano prawie 300.000 kopii. Bocelli uhonorowany został niemiecką nagrodą ECHO Klassik po wydaniu międzynarodowej wersji płyty w 1997. Album stał się platynową płytą w Wielkiej Brytanii, Kanadzie, Argentynie i Holandii oraz złotą płytą w Stanach Zjednoczonych, Niemczech i Szwajcarii. Sprzedał się w ponad 2 mln egzemplarzy na całym świecie.

## Lista utworów
| 1.  | "Nessun dorma"                                      | 3:12    |
|     | - Giacomo Puccini, Turandot – muzyka                |         |
| 2.  | "Lamento di Federico"                               | 4:40    |
|     | - Francesco Cilea – muzyka                          |         |
| 3.  | "Ah, la paterna mano"                               | 3:20    |
|     | - Giuseppe Verdi – muzyka                           |         |
| 4.  | "La donna è mobile"                                 | 2:18    |
|     | - Giuseppe Verdi, Rigoletto – muzyka                |         |
| 5.  | "Una furtiva lacrima"                               | 4:14    |
|     | - Gaetano Donizetti – muzyka                        |         |
| 6.  | "Panis Angelicus"                                   | 3:57    |
|     | - César Franck – muzyka                             |         |
| 7.  | "Ave Maria"                                         | 4:26    |
|     | - Franz Schubert – muzyka                           |         |
| 8.  | "’O sole mio"                                       | 4:39    |
|     | - Eduardo di Capua, Giovanni Capurro – muzyka       |         |
| 9.  | "Core n'grato"                                      | 4:45    |
|     | - Riccardo Cordiferro, Salvatore Cardillo – muzyka  |         |
| 10. | "Santa Lucia luntana"                               | 5:10    |
|     | - Giovanni Ermete Gaeta – muzyka                    |         |
| 11. | "I' te vurria vasà"                                 | 5:41    |
|     | - Eduardo di Capua, Vincenzo Russo – muzyka         |         |
| 12. | "Tu, 'ca nun chiagne"                               | 3:36    |
|     | - Ernesto de Curtis, Libero Bovio – muzyka          |         |
| 13. | "'Marinarello"                                      | 3:59    |
|     | - Gennaro Ottaviano, Salvatore Gambardella – muzyka |         |
| 14. | "Piscatore 'e Pusilleco"                            | 4:18    |
|     | - Ernesto Murolo, Ernesto Tagliaferri – muzyka      |         |
| 15. | "Messaggio Bocelli" (przesłanie śpiewaka)           | 0:16    |
|     |                                                     |         |
| 16. | "Adeste Fideles"                                    | 3:25    |
|     |                                                     |         |
|     |                                                     | 1:01:56 |
|     |                                                     |         |